# Ágnes Torma
Ágnes Torma (* 5. August 1951 in Budapest) ist eine ehemalige ungarische Volleyballspielerin.
Ágnes Torma spielte mehr als zehn Jahre in der Nationalmannschaft Ungarns. Sie nahm dreimal an Olympischen Spielen teil, wobei sie 1972 München den fünften Platz und 1976 in Montreal sowie 1980 in Moskau jeweils den vierten Platz belegte. Bei den Europameisterschaften gewann die Universalspielerin 1975 in Jugoslawien Silber sowie 1977, 1981 und 1983 jeweils Bronze. Mit ihrem Verein Vasas Izzó Budapest gewann sie 1980 und 1981 den Europapokal der Pokalsieger. Später spielte Ágnes Torma in der deutschen Bundesliga beim TSV Vilsbiburg.